# ホウ酸フェニル水銀
ホウ酸フェニル水銀(Phenylmercuric borate)は、局所殺菌剤、消毒薬で、水、エタノール、グリセロールに可溶である。
1990年代まで、Merfen Orange等の商標名で、消毒薬の活性成分として皮膚や口、喉の傷の治療に用いられた。しかし、水銀の含量が高いことから、他の物質に取って代わられた。